# باليني
بالّيني: (باليونانية: Παλλήνη)، (بالإنجليزية:Pallini)، مدينة يونانية تقع في وسط جنوب البلاد ضمن منطقة أتيكا الإدارية، وهي مركز مقاطعة أتيكا الشرقية ضمن هذه المنطقة الإدارية.

## الموقع والسكان
تقع المدينة شمال شرق أثينا، حيث تبعد عنها مسافة 15 كيلومتر، وتمتد بين سفوح جبل بنديلي من الشمال وسهل ميسوغي من الجنوب.
بلغ عدد سكان المدينة حسب الإحصائيات الرسمية لعام 2001 حوالي 17 ألف نسمة، ولكن يقدر أن عدد سكان المدينة التي تشهد نهضة عمرانية متسارعة حالياً وصل إلى حوالي 25 ألف نسمة، حيث أصبحت تعتبر إحدى الضواحي الحديثة لأثينا، والتي يتم نموها بشكل مضطرد.

## متفرقات
- يعتقد أن اسم المدينة قادم من الفترة الرومانية، حيث كانت تدعى باللاتينية (Pallene).
- بدأ الامتداد العمراني للمدينة في سبعينيات القرن العشرين، وهو مستمر حتى الآن.
- توجد في المدينة محطتين لقطار الضواحي الذي يربط أثينا بمطارها الدولي.
- تتألف معظم مساحة المدينة من مبان سكنية وأراض زراعية، يبنما تغطي الغابات الأجزاء الشمالية منها.